# Демченко, Лидия Августиновна
Лидия Августиновна Демченко (18 января 1932 год, деревня Юрьево, Смолевичский район, Минская область — 25 июля 1986 год, Минск) — стерженщица Минского тракторного завода, гор. Минск, Белорусская ССР. Герой Социалистического Труда (1977).

## Биография
Родилась в 1932 году в крестьянской семье в деревне Юрьево. Получила среднее образование. С 1953 года — слесарь-сборщик в цехе ширпотреба и с 1958 года — стерженщица сталелитейного цеха Минского тракторного завода.
Внесла несколько рационализаторских предложений, в результате чего значительно увеличилась производительность труда стерженщиц. За один год после внедрения этих предложений Лидия Демченко обеспечила выпуск около 220 тонн готовых отливок сверх плана. Ежедневно изготавливая 600 стержней вместо запланированных 350, выполнила задания 10-й пятилетки за четыре с половиной года. Указом Президиума Верховного Совета СССР от 7 июня 1977 года за выдающиеся производственные успехи, достигнутые в выполнении плана на 1976 год и принятых социалистических обязательств, была удостоена звания Героя Социалистического Труда с вручением ордена Ленина и золотой медали «Серп и Молот».
После выхода на пенсию проживала в Минске. Скончалась в 1986 году.